# Micropsitta finschii
Il pappagallo pigmeo di Finsch (Micropsitta finschii) è un uccello della famiglia degli Psittaculidi.